# Jay et Silent Bob
Pour les articles homonymes, voir Jay et Bob.
Jay et Silent Bob sont deux personnages du View Askewniverse, un univers de fiction créé par Kevin Smith. Silent Bob est appelé ainsi parce qu'il ne parle jamais, à l'exception d'une phrase en moyenne dans chaque film. 
Les deux amis se connaissent depuis la plus jeune enfance, tous deux sont dealers dans le New Jersey, devant la même épicerie depuis des années, le Quick Stop, au malheur de Dante Hicks et Randal Graves, amis et vendeurs travaillant respectivement au Quick Stop et au vidéo club RST Video qui se trouve juste à côté.
N'ayant aucune ambition dans la vie, tous deux la passent à ne rien faire, essayant de draguer et revendre leur drogue tant qu'ils peuvent. Bob aime également mettre de la musique pour regarder Jay danser.

## Biographie fictive

### Jeunesse
Dans les années 1970, leurs parents respectifs les laissent devant l'épicerie Quick Stop où ils vont rester longtemps, à ne rien faire.

### Clerks: Les Employés modèles(1994)
Jay et Silent Bob ne font que voler et interpeller des gens dans la rue pendant la plus grande partie du film, avant d'avoir une légère importance dans le scénario. Ils aiment embêter l'employé de l'épicerie Quick Stop Dante Hicks et son ami beaucoup moins docile Randall Graves, ainsi que les clients qui y passent à l'épicerie.

### Les Glandeurs(1995)
Dans un centre commercial du New Jersey, Jay et Silent Bob tuent le temps. Les deux amis Brodie Bruce et T. S. Quint leur demandent alors de faire capoter une émission de télévision, Truth or Date, qui doit être tournée dans le centre commercial. L'ex-copine de T. S. y participe et il veut à tout prix qu'elle n'ait pas lieu.

### Méprise multiple(1997)
Deux créateurs de BD, Banky Edwards et Holden McNeil, ont créé un comics inspiré de la vie de Jay et Silent Bob, Bluntman and Chronic. Jay et Bob apparaissent pour remonter le moral de l'un d'eux, Holden McNeil, qui a des problèmes sentimentaux.

### Dogma(1999)
Le monde va prendre fin si deux anges déchus, Loki et Bartleby, parviennent à entrer dans une église du New Jersey. Comme des prophètes, Jay et Silent Bob vont devoir aider la dernière descendante de Jésus (Bethany Sloane), le Metatron et le treizième apôtre (Rufus) à contrecarrer les plans démoniaques de Loki et Bartleby.

### Clerks: The Animated Series(série d'animation 2002-2002)
Jay et Silent Bob trainent toujours devant le Quick Stop et côtoient Dante Hicks et Randall Graves. Ils vendent des feux d'artifices illégaux au lieu d'être des dealers de drogue.
À la fin de chaque épisode, ils offrent leurs conseils aux jeunes.

### Jay et Bob contre-attaquent(2001)
Jay et Silent Bob découvrent avec stupeur que le studio Miramax va produire une adaptation cinématographique de Bluntman and Chronic, le comics qui s'inspire de leurs vies. Les deux compères décident alors de se rendre à Hollywood, pour empêcher le tournage du film. Ils y rencontrent notamment Justice, le grand amour de Jay.

### Clerks 2(2006)
Alors qu'un incendie a ravagé le Quick Stop, Jay et Silent Bob squattent désormais devant le fast-food Mooby's, le nouveau lieu de travail de Dante Hicks et Randall Graves. Jay danse et imite le tueur du Silence des agneaux, « Buffalo Bill ».

### Jay & Silent Bob's Super Groovy Cartoon Movie!(animation, 2013)
Après avoir gagné 1 million de dollars à un jeu de grattage acheté au Quick Stop, Jay et Silent Bob décident de devenir les super-héros Bluntman et Chronic. Ils construisent leur « Forteresse de la Solitude » juste derrière le vidéoclub RST et engagent leur propre majordome, Albert.

### Jay et Bob contre-attaquent… encore(2019)
À la suite de la fermeture du video club RST Video, Jay et Silent Bob ont ouvert un fast-food, Cock Smoker, juste à côté du Quick Stop, qui en réalité n'est qu'une façade pour vendre du cannabis. Ils se font arrêter par la police pour trafic de drogue.
Après une entourloupe de leur avocat, Jay et Silent Bob découvrent que leurs noms appartiennent au studio Saban Films et qu'un reboot de Bluntman and Chronic, Bluntman V Chronic, va être réalisé par Kevin Smith. Ils décident à nouveau de se rendre à Hollywood pour stopper le projet. Jay va par ailleurs découvrir qu'il a une fille, Milly, avec Justice.

### Clerks 3(2022)
Avec la légalisation du cannabis dans le New Jersey, Jay et Silent Bob ont pu réaménager l'ancien RST Video pour le transformer en magasin légal de vente de cannabis, RST THC. Quand Randal décide de tourner un film autobiographique, il engage Jay et Silent Bob pour jouer leurs propres rôles. Sur l'idée de Dante, Silent Bob sert aussi de directeur de la photographie avec Jay comme son assistant.

## Interprètes
Jay est interprété par Jason Mewes et Silent Bob par Kevin Smith.

## Autres apparitions
Les deux personnages apparaissent, souvent en caméos, dans d'autres œuvres non liées au View Askewniverse.

### Cinéma
- On peut aussi les voir dans le film Scream 3 (2000) de Wes Craven où ils font une très courte apparition.
- Dans Fanboys (2009), Jason Mewes et Kevin Smith font un caméo dans le rôle de deux personnages ressemblant à Jay et Silent Bob.
- Silent Bob apparait dans le film métafictionnel Madness in the Method (en) (2019) de Jason Mewes (l'interprète de Jay).
- Dans Les Supers Nanas, le film où ils passent brièvement à plusieurs reprises en version animées[réf. nécessaire].

### Télévision
- Dans l'épisode 17 de la saison 4 (2018) de Flash, épisode réalisé par Kevin Smith, ils incarnent des agents de sécurité.
- Dans Turbo FAST où ils font plusieurs apparitions animées.
- Dans l'épisode 19 de la saison 4 de Oui, chérie !, Kevin Smith joue son propre rôle mais apparait brièvement en tant que Silent Bob à la fin de l'épisode.
- Dans Degrassi : La Nouvelle Génération, ils apparaissent dans plusieurs épisodes de la saison 4 (2005), notamment aux côtés d'Alanis Morissette. Caitlin interviewe le réalisateur Kevin Smith car la  Degrassi Community School va peut-être accueillir le tournage de son prochain film, Jay and Silent Bob Go Canadian, Eh!.

### Bandes dessinées
- Dans le comics Jay and Silent Bob chasing Dogma, une BD expliquant en détail pourquoi et comment ils ont quitté le Quick-Stop pour se retrouver à leur première apparition dans Dogma.
- Dans les comics Star Wars: Tag & Bink were here où ils apparaissent comme des représentants de l'ordre Jedi.
- Dans une des BD Le Donjon de Naheulbeuk, l'elfe achète des bracelets +2 à Chnafon, dans une boutique tenue par Jay et Silent Bob[3].

### Jeux vidéo
- Dans le mode « zombie » de Call of Duty: Infinite Warfare (2017)
- Dans le jeu vidéo Jay and Silent Bob: Mall Brawl (2020)

### Clips musicaux
Ils apparaissent dans le clip de Stroke 9, Kick Some Ass, un morceau présent sur la bande originale de Jay et Bob contre-attaquent, ainsi que dans le clip d'Afroman, Because I Got High.